# Шапкино (Чувашия)
Ша́пкино (чув. Шапкин) — деревня в Аликовском муниципальном округе Чувашской Республики. Входила в состав Чувашско-Сорминского сельского поселения до его упразднения в 2022 году.

## Общие сведения о деревне
Расположена примерно в 16 км к северо-востоку от села Аликово и в 37-39 км к юго-западу от Чебоксар.
В настоящее время деревня в основном газифицирована.

### Климат
Климат умеренно континентальный с продолжительной холодной зимой и тёплым летом. Средняя температура января −12,9 °C, июля 18,3 °C, абсолютный минимум достигал −44 °C, абсолютный максимум 37 °C. За год в среднем выпадает до 552 мм осадков.

## Население
| 2010 | 2012 |
| ---- | ---- |
| 57   | ↗58  |

## История
С 1917 по 1927 годы входила в Аликовскую волость Ядринского уезда. 1 ноября 1927 года вошло в Аликовский район, а 20 декабря 1962 года включено в Вурнарский район. С 14 марта 1965 года — снова в Аликовском.

## Связь и средства массовой информации
- Связь: ОАО «Волгателеком», Би Лайн, МТС, Мегафон. Развит интернет ADSL технологии.
- Газеты и журналы: Аликовская районная газета «Пурнăç çулĕпе»-«По жизненному пути»
- Телевидение:Население использует эфирное и спутниковое телевидение, за отсутствием кабельного телевидения. Эфирное телевидение позволяет принимать национальный канал на чувашском и русском языках.